# الكتابة الحكيمة
كانت الكتابة الحكيمة نوعا من الادب الواقعي الابداعي الشائع في العصر الفيكتوري. نشأ هذا المفهوم من الكتابة من كتاب جون هولواي 1953 The Victorian Sage: Studies in Argument.
نشأت الكتابة الحكيمة من أدب الحكمة القديم حيث يقوم المؤلف بتأديب القارئ وتوجيهه حول القضايا الاجتماعية العصرية.و غالبا ما يستخدم خطابات الفلسفة والتاريخ والسياسة والاقتصاد.و من الامثلة البارزة على هذا النوع كتابات توماس كارليل، ماثيو ارنولد، جون راسكن وهنري ديفيد.كما تم تحديد بعض كتاب القرن العشرين مثل جوان ديدون والصحفيين الجدد مثل نورمان ميلر وتوم ولف ككتاب حكمة.

## صفاتها المميزة
قام هولواي ببناء المفهوم كوسيلة لإعادة اكتشاف قيمة الكتاب الفيكتوريين الذبن شوههم الحداثيون بسبب الإطالة والوعظ. كتب «لا أحد بالطبع يقترح أن الأدب الفيكتوري» الملهم«هو خزينة كافية للحكمة المنسية. ولكن يمكننا الآن أن نرى أن المعلمين الفيكتوريين لا يستحقون التجاهل بل الاحترام والاهتمام»
قام هولواي بتحديد توماس كارليل باعتباره المنشئ لهذا النوع. لكن تتبع أصوله إلى صامويل تايلور. ولقد جادل بأن كارلايل «يريد أن يحدد، وينتزع، المبادئ الأساسية لـ» فلسفة الحياة «، لشيء من شأنه أن يغير نظرة الناس بشكل حقيقي». أسس كارلايل نموذجًا يقوم فيه الكاتب بتقديم حجج غير منطقية حول القضايا الاجتماعية المعاصرة، مستمدًا من أشكال مختلفة من المعرفة الحديثة والحكمة التقليدية.
وفقًا لجورج لانداو، الذي طور نموذج هولواي، يمكن تمييز الكتابة الحكيمة عن أدب الحكمة التقليدي في أنه "في حين أن
تصريحات أدب الحكمة التقليدية دائمًا ما تكون نقطة انطلاقهم الافتراض بأنهم يجسدون الحكمة المقبولة والمقبولة للمجتمع بأكمله، تبدأ تصريحات المعلمين والحكيم الفيكتوري بافتراض أنه، مهما كانت رسائلهم التقليدية في السابق، فقد نسيها المجتمع أو يعارضها. " يستعير الحكيم من أنبياء العهد القديم ما يحدده لاندو. كاستراتيجية من أربعة أجزاء هي "التفسير والهجوم على الجمهور (أو من هم في السلطة) والتحذير والوعد البصري".

## التأثيرات
الكتابة الحكيمة هي تطور لأدب الحكمة يستمد الكثير من طاقته من أسلوب أنبياء العهد القديم مثل إرميا وإشعياء. والجدير بالذكر أن الكاتب الحكيم ماثيو أرنولد كان يُشار إليه ذات مرة باسم «إرميا الأنيق». يسرد لاندو أيضًا كتابة الخطبة والهجاء والشعر الرومانسي البريطاني والألماني كتأثيرات تكوينية

## النصوص الرئيسية للحكيم
- توماس كارليل - «علامات العصر» (1829)؛ الماضي والحاضر (1843)؛ كتيبات اليوم الأخير (1850)
- ماثيو أرنولد - الثقافة والفوضى (1869)
- جون روسكين - أحجار البندقية (1851–3)؛ حتى هذا الأخير (1860)
- هنري ديفيد ثورو - الحياة بدون مبدأ؛ (1854)؛ العبودية في ماساتشوستس (1854)؛ نداء إلى النقيب جون براون (1859)
- نورمان ميلر - جيوش الليل (1968)
- جوان ديديون - التراخي نحو بيت لحم (1968)